# Roques (Haute-Garonne)
Pour les articles homonymes, voir Roques.
Roques ou Roques-sur-Garonne (en occitan Ròcas) est une commune française située dans le nord du département de la Haute-Garonne, en région Occitanie.
Sur le plan historique et culturel, la commune est dans le Pays toulousain, qui s’étend autour de Toulouse le long de la vallée de la Garonne, bordé à l’ouest par les coteaux du Savès, à l’est par ceux du Lauragais et au sud par ceux de la vallée de l’ Ariège et du Volvestre. Exposée à un climat océanique altéré, elle est drainée par la Garonne, le ruisseau de la Saudrune, l'Ousse, Nom inconnu et par divers autres petits cours d'eau. La commune possède un patrimoine naturel remarquable : deux sites Natura 2000 (la « vallée de la Garonne de Muret à Moissac » et « Garonne, Ariège, Hers, Salat, Pique et Neste »), un espace protégé (« la Garonne, l'Ariège, l'Hers Vif et le Salat ») et cinq zones naturelles d'intérêt écologique, faunistique et floristique.
Roques est une commune urbaine qui compte 5 295 habitants en 2022, après avoir connu une forte hausse de la population depuis 1962. Elle est dans l'agglomération toulousaine et fait partie de l'aire d'attraction de Toulouse.
Ses habitants sont les Roquois et les Roquoises.

## Géographie

### Localisation
La commune de Roques se trouve dans le département de la Haute-Garonne, en région Occitanie.
Sur le plan historique et culturel, Roques fait partie du pays toulousain, une ceinture de plaines fertiles entrecoupées de bosquets d'arbres, aux molles collines semées de fermes en briques roses, inéluctablement grignotée par l'urbanisme des banlieues.
Elle se situe à 12 km à vol d'oiseau de Toulouse, préfecture du département, à 7 km de Muret, sous-préfecture, et à 3 km de Portet-sur-Garonne, bureau centralisateur du canton de Portet-sur-Garonne dont dépend la commune depuis 2015 pour les élections départementales.
La commune fait en outre partie du bassin de vie de Toulouse.
Les communes les plus proches sont : 
Pinsaguel (1,1 km), Roquettes (1,5 km), Portet-sur-Garonne (2,7 km), Lacroix-Falgarde (3,0 km), Villeneuve-Tolosane (3,2 km), Pins-Justaret (3,5 km), Cugnaux (4,0 km), Saubens (4,1 km).
Roques est limitrophe de huit autres communes.
| Frouzins | Villeneuve-Tolosane | Portet-sur-Garonne |
| Seysses  | Roques              | Pinsaguel          |
| Muret    | Saubens             | Roquettes          |

### Géologie
La commune de Roques est établie sur la première terrasse de la Garonne.
La superficie de la commune est de 930 hectares ; son altitude varie de 148  à   164 mètres.

### Hydrographie
Elle est drainée par la Garonne, le ruisseau de la Saudrune, l'Ousse et par divers petits cours d'eau, constituant un réseau hydrographique de 10 km de longueur totale,.
La Garonne est un fleuve principalement français prenant sa source en Espagne et qui coule sur 529 km avant de se jeter dans l’océan Atlantique.
Le ruisseau de la Saudrune, d'une longueur totale de 18,5 km, prend sa source dans la commune de Muret et s'écoule vers le nord-est. Il traverse la commune et se jette dans la Garonne à Toulouse, après avoir traversé 7 communes.

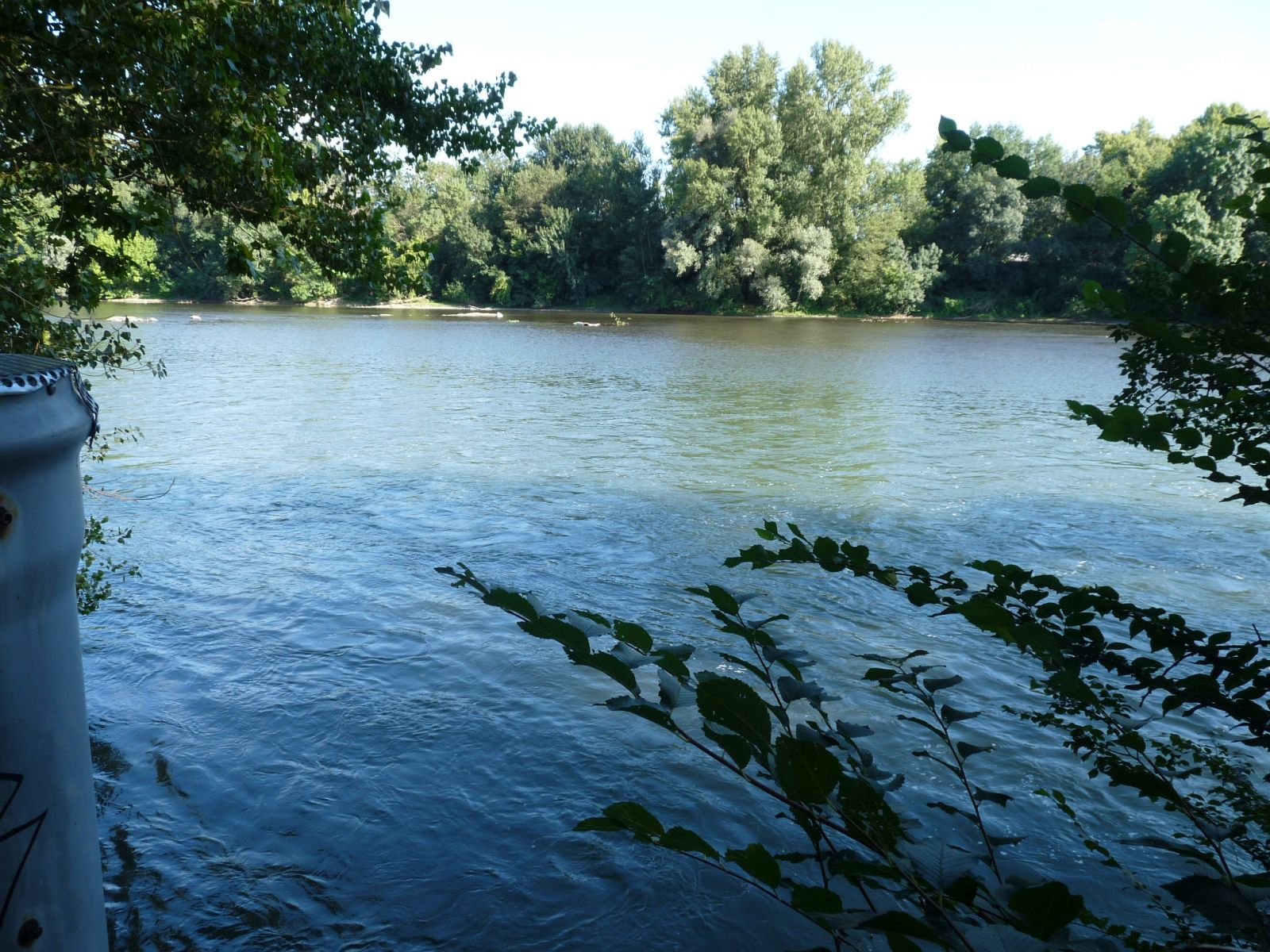
La Garonne à Roques.
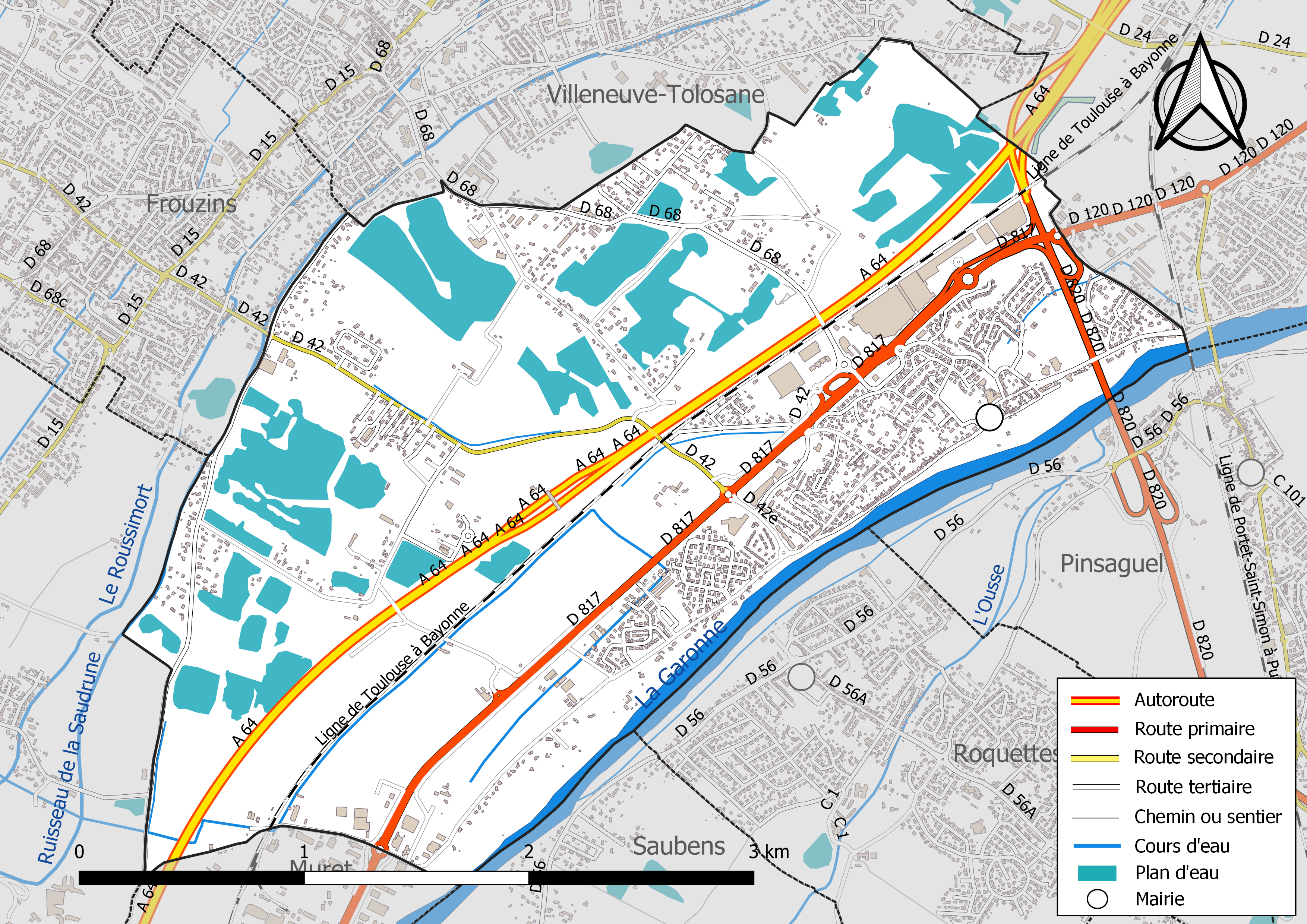
Réseaux hydrographique et routier de Roques.

### Climat
Pour des articles plus généraux, voir Climat de l'Occitanie et Climat de la Haute-Garonne.
En 2010, le climat de la commune est de type climat du Bassin du Sud-Ouest, selon une étude s'appuyant sur une série de données couvrant la période 1971-2000. En 2020, Météo-France publie une typologie des climats de la France métropolitaine dans laquelle la commune est exposée à un climat océanique altéré et est dans la région climatique Aquitaine, Gascogne, caractérisée par une pluviométrie abondante au printemps, modérée en automne, un faible ensoleillement au printemps, un été chaud (19,5 °C), des vents faibles, des brouillards fréquents en automne et en hiver et des orages fréquents en été (15 à 20 jours).
Pour la période 1971-2000, la température annuelle moyenne est de 13,4 °C, avec une amplitude thermique annuelle de 15,9 °C. Le cumul annuel moyen de précipitations est de 697 mm, avec 8,9 jours de précipitations en janvier et 5,2 jours en juillet. Pour la période 1991-2020, la température moyenne annuelle observée sur la station météorologique la plus proche, située sur la commune de Cugnaux à 4 km à vol d'oiseau, est de 14,3 °C et le cumul annuel moyen de précipitations est de 635,7 mm,. Pour l'avenir, les paramètres climatiques de la commune estimés pour 2050 selon différents scénarios d'émission de gaz à effet de serre sont consultables sur un site dédié publié par Météo-France en novembre 2022.

### Milieux naturels et biodiversité

#### Espaces protégés
La protection réglementaire est le mode d’intervention le plus fort pour préserver des espaces naturels remarquables et leur biodiversité associée,.
Un  espace protégé est présent sur la commune : 
« la Garonne, l'Ariège, l'Hers Vif et le Salat », objet d'un arrêté de protection de biotope, d'une superficie de 1 658,7 ha.

#### Réseau Natura 2000

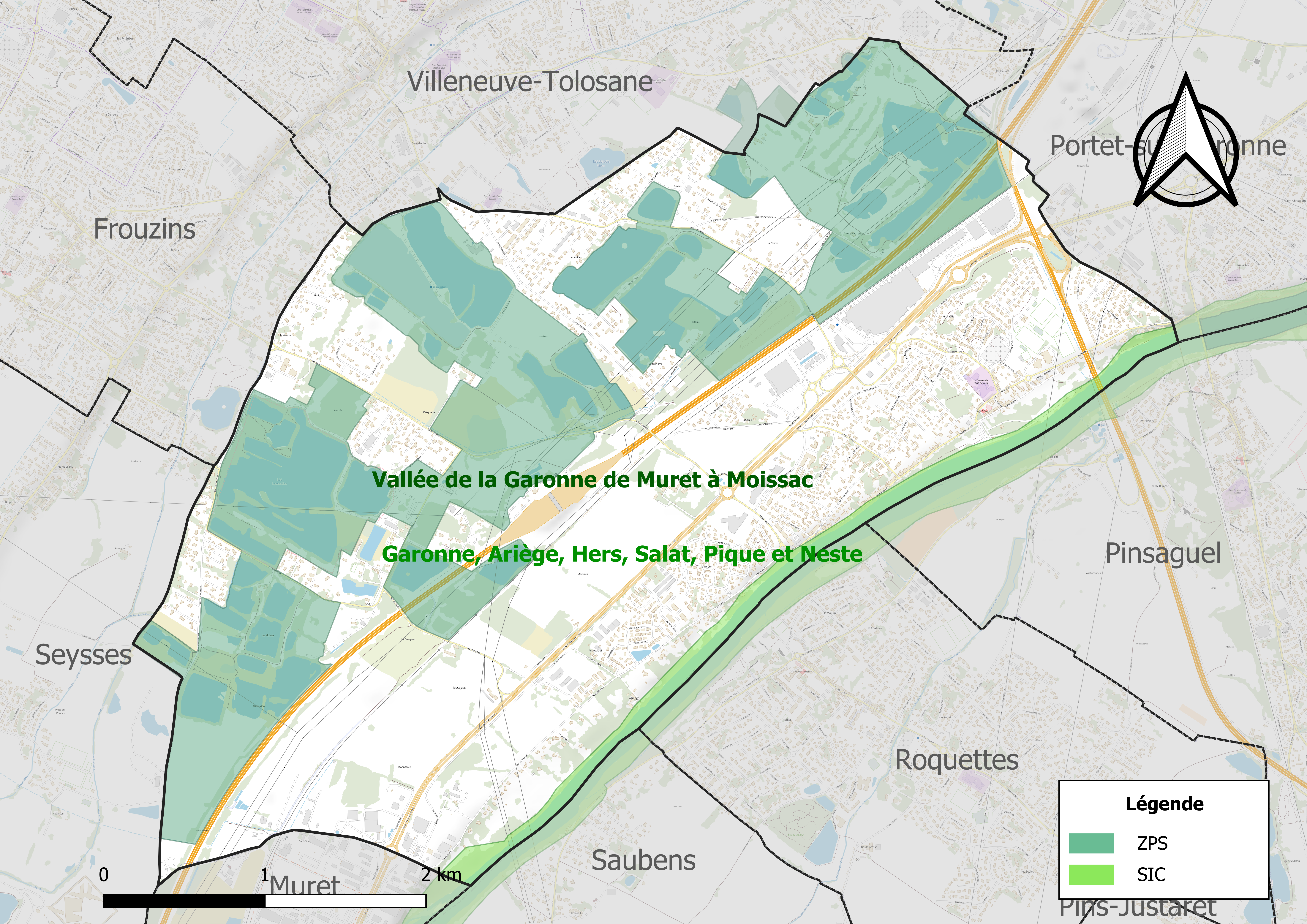
Site Natura 2000 sur le territoire communal.

Le réseau Natura 2000 est un réseau écologique européen de sites naturels d'intérêt écologique élaboré à partir des directives habitats et oiseaux, constitué de zones spéciales de conservation (ZSC) et de zones de protection spéciale (ZPS).
Un site Natura 2000 a été défini sur la commune au titre de la directive habitats :
- « Garonne, Ariège, Hers, Salat, Pique et Neste », d'une superficie de 9 581 ha, un réseau hydrographique pour les poissons migrateurs (zones de frayères actives et potentielles importantes pour le Saumon en particulier qui fait l'objet d'alevinages réguliers et dont des adultes atteignent déjà Foix sur l'Ariège[24]

et un au titre de la directive oiseaux : 
- la « vallée de la Garonne de Muret à Moissac », d'une superficie de 4 493 ha, hébergeant une avifaune bien représentée en diversité, mais en effectifs limités (en particulier, baisse des populations de plusieurs espèces de hérons). Sept espèces de hérons y nichent, dont le héron pourpré, ainsi que le Milan noir (avec des effectifs importants), l'Aigle botté, le Petit gravelot, la Mouette mélanocéphale, la Sterne pierregarin et le Martin-pêcheur[25].

#### Zones naturelles d'intérêt écologique, faunistique et floristique

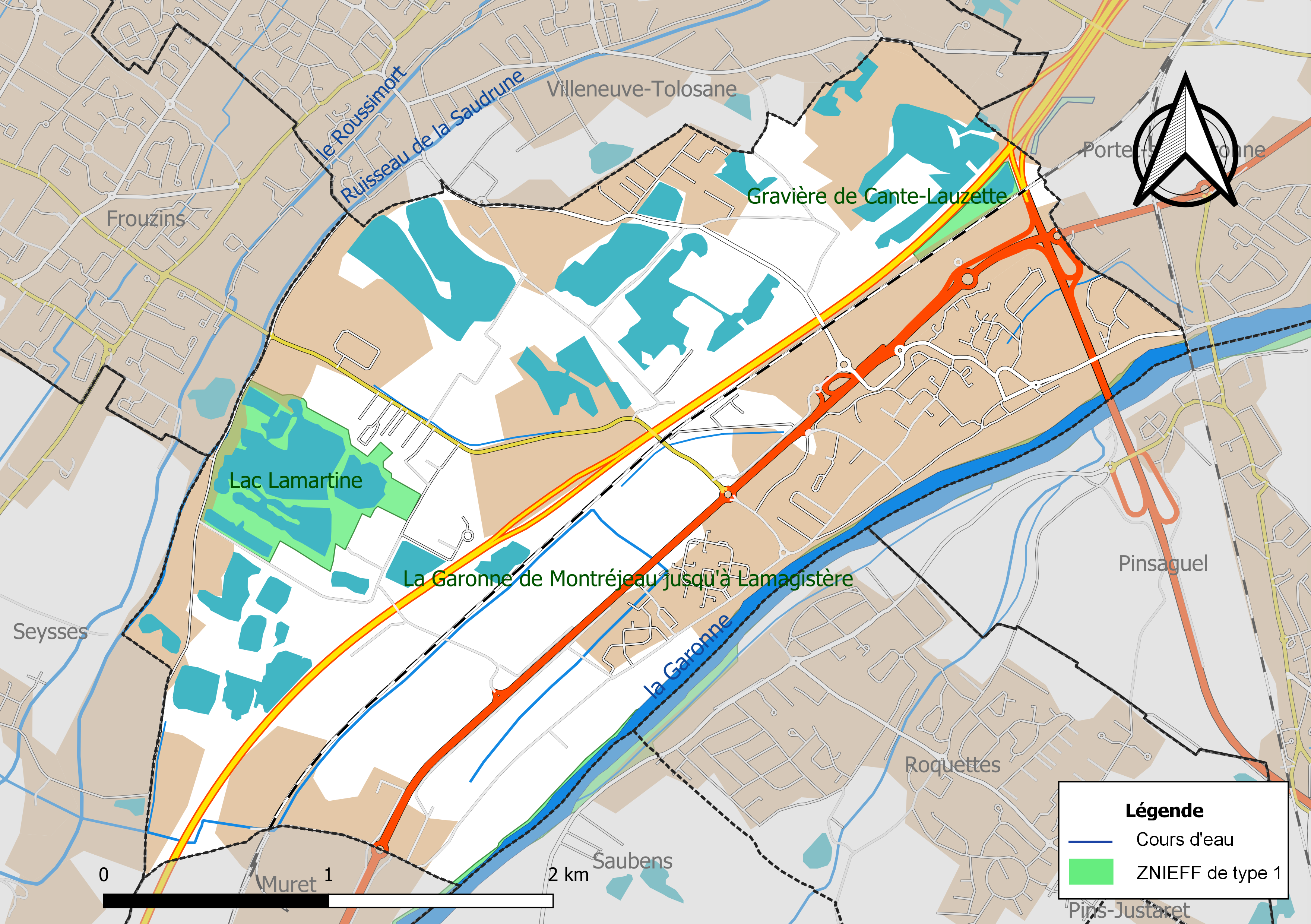
Carte des ZNIEFF de type 1 localisées sur la commune.

L’inventaire des zones naturelles d'intérêt écologique, faunistique et floristique (ZNIEFF) a pour objectif de réaliser une couverture des zones les plus intéressantes sur le plan écologique, essentiellement dans la perspective d’améliorer la connaissance du patrimoine naturel national et de fournir aux différents décideurs un outil d’aide à la prise en compte de l’environnement dans l’aménagement du territoire.
Trois ZNIEFF de type 1 sont recensées sur la commune :
- la « gravière de Cante-Lauzette » (5 ha)[27] ;
- « la Garonne de Montréjeau jusqu'à Lamagistère » (5 075 ha), couvrant 92 communes dont 63 dans la Haute-Garonne, trois en Lot-et-Garonne et 26 en Tarn-et-Garonne[28],
- le « lac Lamartine » (46 ha)[29] ;

et deux ZNIEFF de type 2, : 
- le « complexe de gravières de Villeneuve-Tolosane et de Roques » (345 ha), couvrant 3 communes du département[30] ;
- « la Garonne et milieux riverains, en aval de Montréjeau » (6 874 ha), couvrant 93 communes dont 64 dans la Haute-Garonne, trois en Lot-et-Garonne et 26 en Tarn-et-Garonne[31].

## Urbanisme

### Typologie
Au 1er janvier 2024, Roques est catégorisée ceinture urbaine, selon la nouvelle grille communale de densité à sept niveaux définie par l'Insee en 2022.
Elle appartient à l'unité urbaine de Toulouse, une agglomération inter-départementale regroupant 81  communes, dont elle est une commune de la banlieue,,. Par ailleurs la commune fait partie de l'aire d'attraction de Toulouse, dont elle est une commune de la couronne,. Cette aire, qui regroupe 527 communes, est catégorisée dans les aires de 700 000 habitants ou plus (hors Paris),.

### Occupation des sols

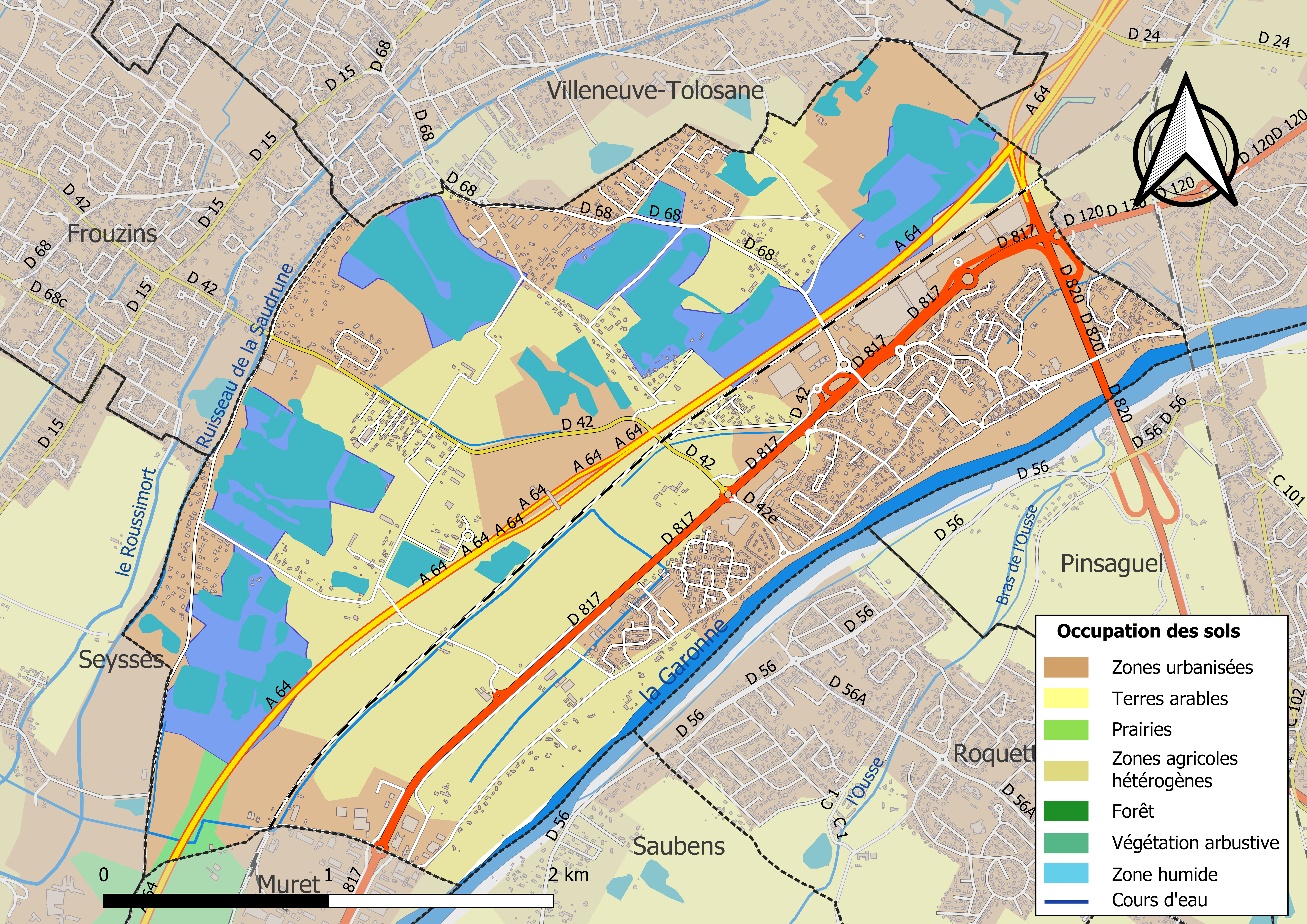
Carte des infrastructures et de l'occupation des sols de la commune en 2018 (CLC).

L'occupation des sols de la commune, telle qu'elle ressort de la base de données européenne d’occupation biophysique des sols Corine Land Cover (CLC), est marquée par l'importance des territoires artificialisés (54,4 % en 2018), en augmentation par rapport à 1990 (48,4 %). La répartition détaillée en 2018 est la suivante : 
zones urbanisées (29,7 %), zones agricoles hétérogènes (26,4 %), eaux continentales (17,7 %), zones industrielles ou commerciales et réseaux de communication (16,1 %), espaces verts artificialisés, non agricoles (5,5 %), mines, décharges et chantiers (3,1 %), milieux à végétation arbustive et/ou herbacée (1,5 %). L'évolution de l’occupation des sols de la commune et de ses infrastructures peut être observée sur les différentes représentations cartographiques du territoire : la carte de Cassini (XVIIIe siècle), la carte d'état-major (1820-1866) et les cartes ou photos aériennes de l'IGN pour la période actuelle (1950 à aujourd'hui).

### Voies de communication et transports

#### Voies de communication
Accès par l'autoroute A64, par la sortie :  35, par la Route nationale 20 et par la route nationale 117. Voir aussi les anciennes Route nationale 264 et route nationale 125. Le péage de Muret sur l'A64 est situé sur la commune.

#### Transports
La ligne 117 du réseau Tisséo relie le centre commercial de la commune à la station Basso Cambo du métro de Toulouse depuis la gare de Muret, la ligne 320 relie le centre de la commune à la gare de Portet-Saint-Simon, desservie par la ligne D en direction de Toulouse-Matabiau. De nombreuses lignes du réseau Arc-en-Ciel desservent également la commune en direction de la gare routière de Toulouse : la 318 en provenance de Mazères, la 319 depuis Saverdun, la 358 depuis Saint-Ybars, la 359 depuis Montesquieu-Volvestre, la 361 depuis Le Fousseret, la 364 depuis Rieumes et la 380 depuis Cazères. La gare de Portet-Saint-Simon, desservie par des TER Occitanie sur la ligne Toulouse - Bayonne (ligne D du réseau de transports en commun de Toulouse), est la plus proche de la commune.
L'aéroport Toulouse-Blagnac et l'aéroport de Toulouse Francazal (aviation d'affaires) sont les aéroports les plus proches.

### Risques majeurs
Le territoire de la commune de Roques est vulnérable à différents aléas naturels : météorologiques (tempête, orage, neige, grand froid, canicule ou sécheresse), inondations et séisme (sismicité très faible). Il est également exposé à un risque technologique, la rupture d'un barrage. Un site publié par le BRGM permet d'évaluer simplement et rapidement les risques d'un bien localisé soit par son adresse soit par le numéro de sa parcelle.

#### Risques naturels
La commune fait partie du territoire à risques importants d'inondation (TRI) de Toulouse, regroupant 15 communes concernées par un risque de débordement de la Garonne, un des 18 TRI qui ont été arrêtés fin 2012 sur le bassin Adour-Garonne. Les événements significatifs passés sont la crue généralisée sur le bassin de la Garonne des 23 et 24 juin 1875 (7 500 m3/s à Toulouse), qui a fait 208 morts et détruit 1 219 maisons, et la crue des 1er au 5 février 1952 (3 300 m3/s) à Toulouse, qui a fait 7 victimes. Des cartes des surfaces inondables ont été établies pour trois scénarios : fréquent (crue de temps de retour de 10 ans à 30 ans), moyen (temps de retour de 100 ans à 300 ans) et extrême (temps de retour de l'ordre de 1 000 ans, qui met en défaut tout système de protection). La commune a été reconnue en état de catastrophe naturelle au titre des dommages causés par les inondations et coulées de boue survenues en 1982, 1999, 2000, 2009 et 2022,.

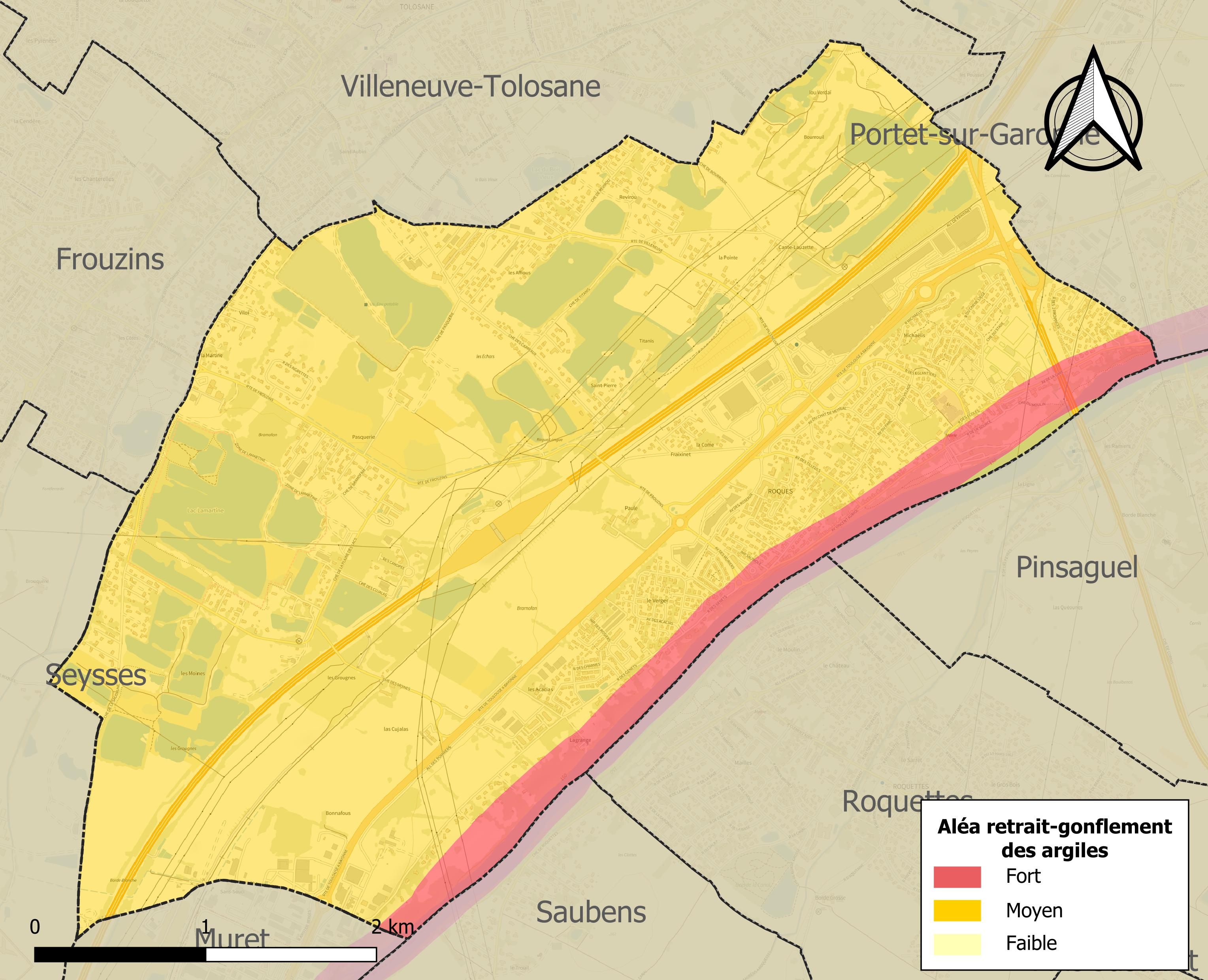
Carte des zones d'aléa retrait-gonflement des sols argileux de Roques.

Le retrait-gonflement des sols argileux est susceptible d'engendrer des dommages importants aux bâtiments en cas d’alternance de périodes de sécheresse et de pluie. La totalité de la commune est en aléa moyen ou fort (88,8 % au niveau départemental et 48,5 % au niveau national). Sur les 1 521 bâtiments dénombrés sur la commune en 2019, 1 521 sont en aléa moyen ou fort, soit 100 %, à comparer aux 98 % au niveau départemental et 54 % au niveau national. Une cartographie de l'exposition du territoire national au retrait gonflement des sols argileux est disponible sur le site du BRGM,.
Par ailleurs, afin de mieux appréhender le risque d’affaissement de terrain, l'inventaire national des cavités souterraines permet de localiser celles situées sur la commune.
Concernant les mouvements de terrains, la commune a été reconnue en état de catastrophe naturelle au titre des dommages causés par la sécheresse en 2003 et par des mouvements de terrain en 1999.

#### Risques technologiques
La commune est en outre située en aval du barrage de Cap de Long sur la Neste de Couplan (Hautes-Pyrénées). À ce titre elle est susceptible d’être touchée par l’onde de submersion consécutive à la rupture d'un de ces ouvrages.

## Toponymie
Roques : « rochers, montagnes entourées de rochers ».

## Héraldique
| Roques | Son blasonnement est : D'azur à l'obélisque d'argent accosté de deux grues affrontées du même, au chef de gueules aux deux otelles d'argent posées l'une sur l'autre, l'une en bande, l'autre en barre accostées d'une demi-croix de Toulouse d'or, le tout accosté de deux lions affrontés du même issant des flancs, à la fasce ondée d'argent brochant sur le trait de la partition chargée d'un roc d'échiquier d'or. |

## Politique et administration

### Administration municipale
Le nombre d'habitants au recensement de 2017 étant compris entre 3 500 habitants et 4 999 habitants, le nombre de membres du conseil municipal pour l'élection de 2020 est de vingt-sept,.

### Rattachements administratifs et électoraux
Le 1er avril 1998, Roques passe du canton de Muret au canton de Portet-sur-Garonne. La commune fait partie de la neuvième circonscription de la Haute-Garonne et du Muretain Agglo. Avant le 1er janvier 2017 Roques faisait partie de la communauté de communes d'Axe-Sud.

## Population et société

### Démographie
| 1793 | 1800 | 1806 | 1821 | 1831 | 1836 | 1841 | 1846 | 1851 |
| ---- | ---- | ---- | ---- | ---- | ---- | ---- | ---- | ---- |
| 381  | 366  | 397  | 451  | 353  | 333  | 341  | 351  | 384  |

| 1856 | 1861 | 1866 | 1872 | 1876 | 1881 | 1886 | 1891 | 1896 |
| ---- | ---- | ---- | ---- | ---- | ---- | ---- | ---- | ---- |
| 398  | 422  | 461  | 408  | 390  | 391  | 375  | 366  | 350  |

| 1901 | 1906 | 1911 | 1921 | 1926 | 1931 | 1936 | 1946 | 1954 |
| ---- | ---- | ---- | ---- | ---- | ---- | ---- | ---- | ---- |
| 346  | 337  | 350  | 313  | 331  | 369  | 435  | 535  | 660  |

| 1962 | 1968  | 1975  | 1982  | 1990  | 1999  | 2004  | 2006  | 2009  |
| ---- | ----- | ----- | ----- | ----- | ----- | ----- | ----- | ----- |
| 906  | 1 086 | 1 302 | 2 151 | 2 662 | 2 988 | 3 518 | 3 696 | 3 646 |

| 2014  | 2019  | 2022  | - | - | - | - | - | - |
| ----- | ----- | ----- | - | - | - | - | - | - |
| 4 402 | 4 757 | 5 295 | - | - | - | - | - | - |

| selon la population municipale des années : | 1968 | 1975 | 1982 | 1990 | 1999 | 2006 | 2009 | 2013 |
| Rang de la commune dans le département      | 65   | 74   | 51   | 50   | 52   | 50   | 54   | 53   |
| Nombre de communes du département           | 592  | 582  | 586  | 588  | 588  | 588  | 589  | 589  |

### Enseignement
Roques fait partie de l'académie de Toulouse.
L'éducation est assurée sur la commune de Roques, par le groupe scolaire Yvette-Raynaud école maternelle et l'école élémentaire, le groupe scolaire Lamartine, et pour le collège sur la commune voisine de Villeneuve-Tolosane et pour le lycée Henri-Matisse sur la commune de Cugnaux.

### Culture et festivité
Sur la commune, il existe de nombreuses associations, une médiathèque, une école intercommunale de musique, une salle des fêtes,

### Activités sportives
Club d'échecs le petit Roques, club de handball, club de football, club de tennis, club de rugby à XV, club de judo, club de karaté, golf Lou Verdaï,

### Écologie et recyclage
Fédération départementale de pêche et de protection des milieux aquatiques de Haute-Garonne.
La collecte et le traitement des déchets des ménages et des déchets assimilés ainsi que la protection et la mise en valeur de l'environnement se font dans le cadre de la communauté de communes d'Axe-Sud,.

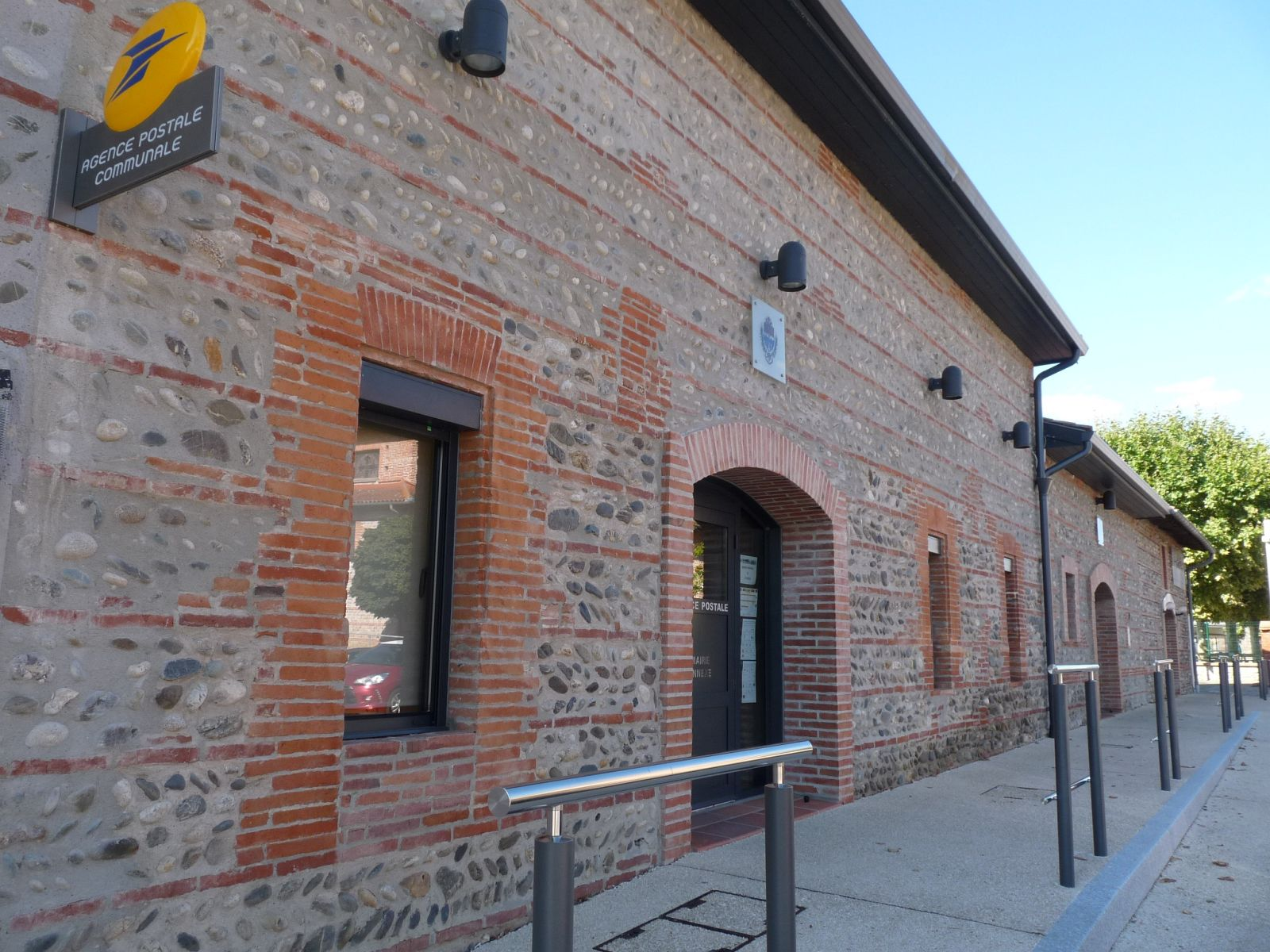
La poste
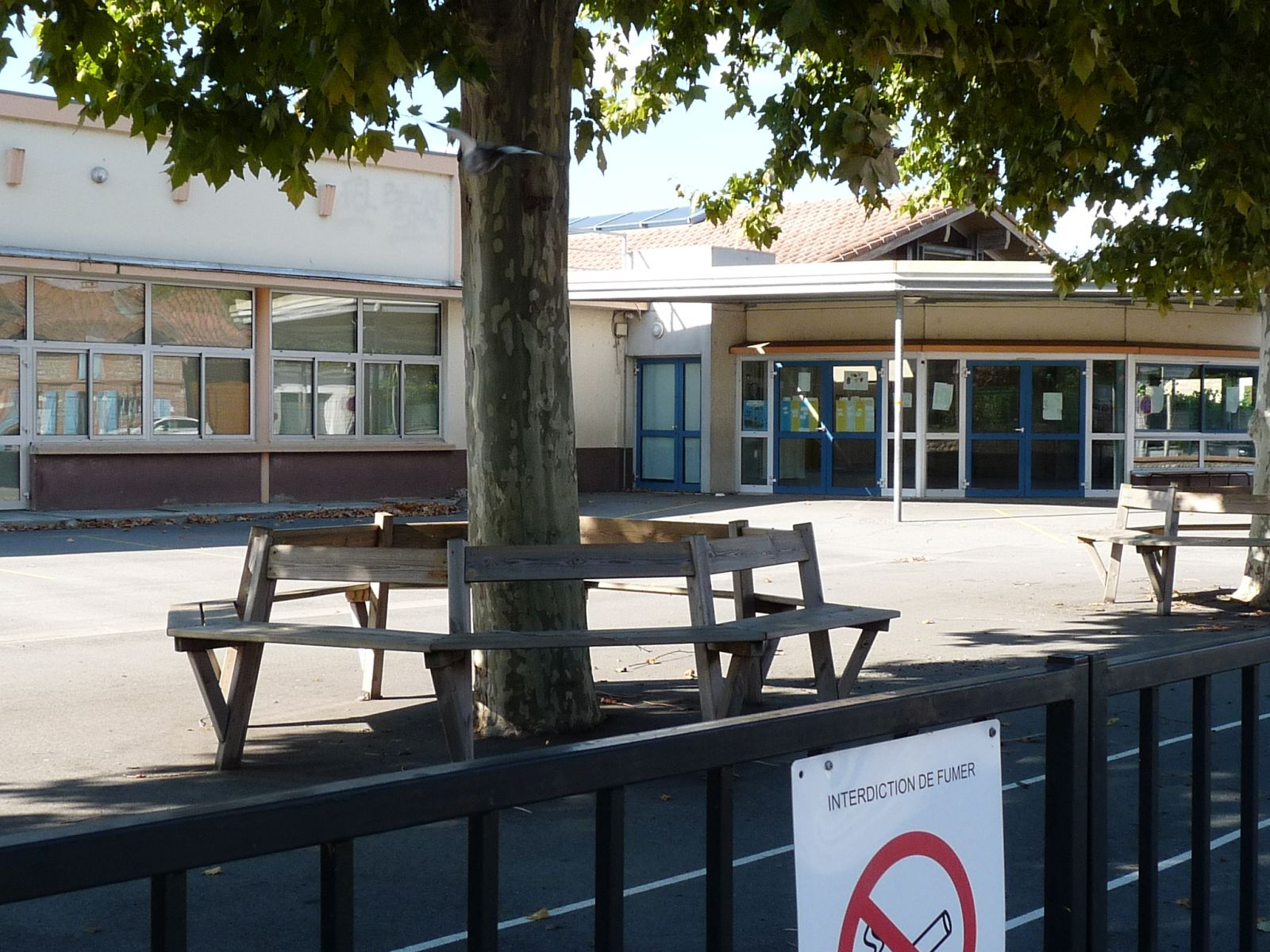
L'école primaire Yvette-Raynaud.

## Économie

### Revenus
En 2018  (données Insee publiées en septembre 2021), la commune compte 1 876 ménages fiscaux, regroupant 4 712 personnes. La médiane du revenu disponible par unité de consommation est de 24 090 € (23 140 € dans le département). 60 % des ménages fiscaux sont imposés (55,3 % dans le département).

### Emploi
|                | 2008  | 2013  | 2018  |
| -------------- | ----- | ----- | ----- |
| Commune        | 5,9 % | 8,1 % | 8,8 % |
| Département    | 7,7 % | 9,6 % | 9,3 % |
| France entière | 8,3 % | 10 %  | 10 %  |

En 2018, la population âgée de 15 à 64 ans s'élève à 2 957 personnes, parmi lesquelles on compte 79,5 % d'actifs (70,7 % ayant un emploi et 8,8 % de chômeurs) et 20,5 % d'inactifs,. Depuis 2008, le taux de chômage communal (au sens du recensement) des 15-64 ans est inférieur à celui de la France et du département.
La commune fait partie de la couronne de l'aire d'attraction de Toulouse, du fait qu'au moins 15 % des actifs travaillent dans le pôle,. Elle compte 2 574 emplois en 2018, contre 2 789 en 2013 et 2 444 en 2008. Le nombre d'actifs ayant un emploi résidant dans la commune est de 2 108, soit un indicateur de concentration d'emploi de 122,1 % et un taux d'activité parmi les 15 ans ou plus de 63,5 %.
Sur ces 2 108 actifs de 15 ans ou plus ayant un emploi, 291 travaillent dans la commune, soit 14 % des habitants. Pour se rendre au travail, 86,9 % des habitants utilisent un véhicule personnel ou de fonction à quatre roues, 4,8 % les transports en commun, 5,9 % s'y rendent en deux-roues, à vélo ou à pied et 2,3 % n'ont pas besoin de transport (travail au domicile).

### Activités hors agriculture

#### Secteurs d'activités
524 établissements sont implantés  à Roques au 31 décembre 2019. Le tableau ci-dessous en détaille le nombre par secteur d'activité et compare les ratios avec ceux du département,.
| Secteur d'activité                                                                                        | Commune | Commune | Département |
| Secteur d'activité                                                                                        | Nombre  | %       | %           |
| --- | ------- | ------- | ----------- |
| Ensemble                                                                                                  | 524     | 100 %   | (100 %)     |
| Industrie manufacturière, industries extractives et autres                                                | 24      | 4,6 %   | (5,7 %)     |
| Construction                                                                                              | 78      | 14,9 %  | (12 %)      |
| Commerce de gros et de détail, transports, hébergement et restauration                                    | 227     | 43,3 %  | (25,9 %)    |
| Information et communication                                                                              | 7       | 1,3 %   | (4,1 %)     |
| Activités financières et d'assurance                                                                      | 14      | 2,7 %   | (3,8 %)     |
| Activités immobilières                                                                                    | 15      | 2,9 %   | (4,2 %)     |
| Activités spécialisées, scientifiques et techniques et activités de services administratifs et de soutien | 73      | 13,9 %  | (19,8 %)    |
| Administration publique, enseignement, santé humaine et action sociale                                    | 50      | 9,5 %   | (16,6 %)    |
| Autres activités de services                                                                              | 36      | 6,9 %   | (7,9 %)     |

Le secteur du commerce de gros et de détail, des transports, de l'hébergement et de la restauration est prépondérant sur la commune puisqu'il représente 43,3 % du nombre total d'établissements de la commune (227 sur les 524 entreprises implantées  à Roques), contre 25,9 % au niveau départemental.

#### Entreprises et commerces
Les cinq entreprises ayant leur siège social sur le territoire communal qui génèrent le plus de chiffre d'affaires en 2020 sont : 
- Sonoma, commerce de voitures et de véhicules automobiles légers (56 458 k€) ;
- Mecaero, fabrication de vis et de boulons (38 620 k€) ;
- Auto Services Muret - Asm, commerce de voitures et de véhicules automobiles légers (21 555 k€) ;
- Sud Auto Emotion, commerce de voitures et de véhicules automobiles légers (20 811 k€) ;
- Societe Publique Locale Les Eaux Du Sage, captage, traitement et distribution d'eau (9 104 k€).

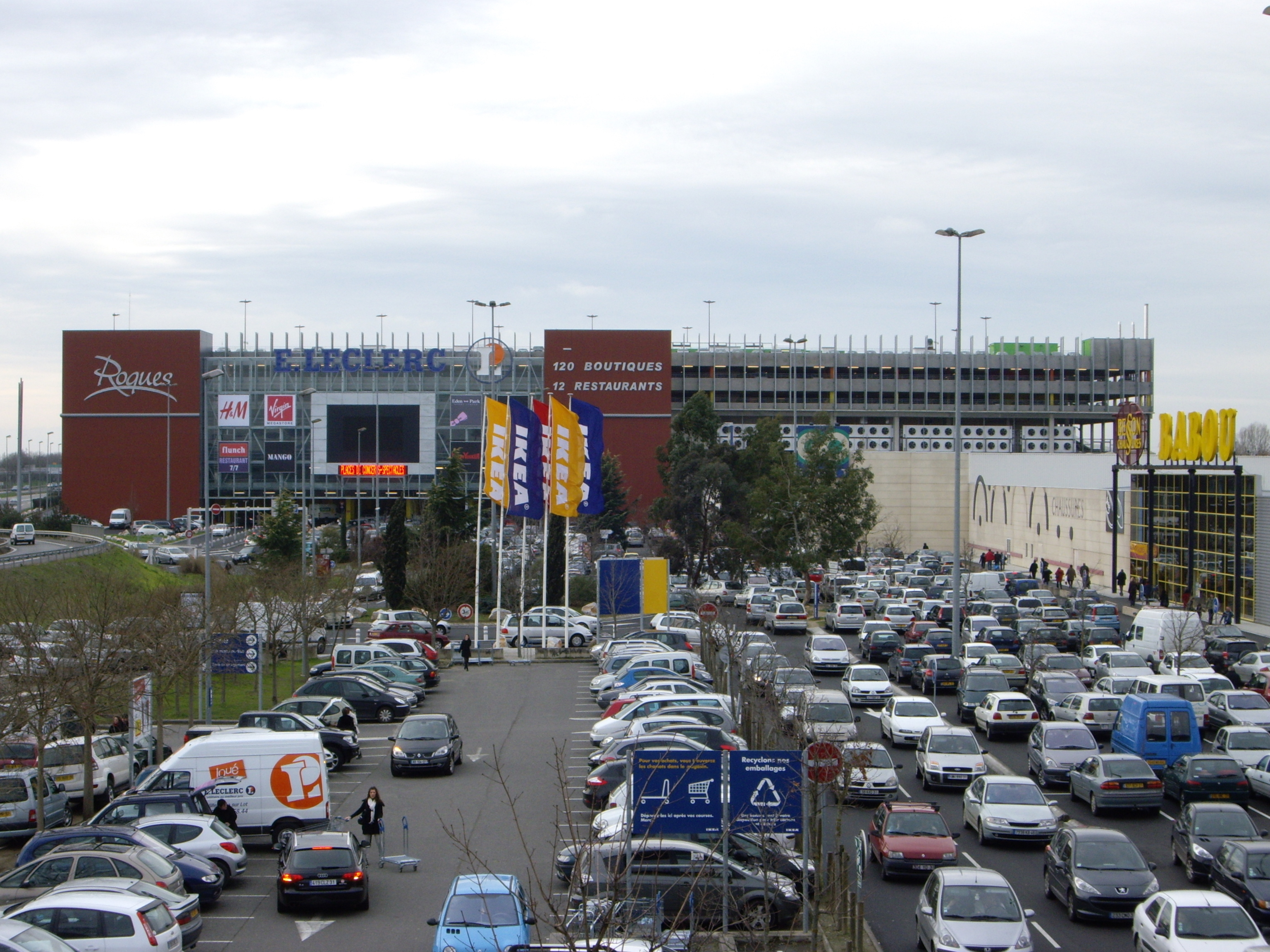
Le centre commercial Roques.

- Station de recompression du réseau de gaz naturel.
- Centre commercial Roques (E.Leclerc[63], Ikea, Leroy Merlin, etc.).

### Agriculture
|               | 1988 | 2000 | 2010 | 2020 |
| ------------- | ---- | ---- | ---- | ---- |
| Exploitations | 7    | 3    | 4    | 2    |
| SAU (ha)      | 132  | 247  | 22   | 9    |

La commune est dans « les Vallées », une petite région agricole consacrée à la polyculture sur les plaines et terrasses alluviales qui s’étendent de part et d’autre des sillons marqués par la Garonne et l’Ariège. En 2020, l'orientation technico-économique de l'agriculture  sur la commune est la polyculture et/ou le polyélevage. Deux exploitations agricoles ayant leur siège dans la commune sont dénombrées lors du recensement agricole de 2020 (sept en 1988). La superficie agricole utilisée est de 9 ha,,.

## Culture locale et patrimoine

### Lieux et monuments
- Réserve naturelle de Lamartine (étangs communaux)[67].
- Église paroissiale Saint-Martin. Elle contient deux objets classés monuments historiques : une Vierge de Pitié du XVIe siècle en bois sculpté et un lustre du XVIIe siècle[68].
- Place municipale du village.

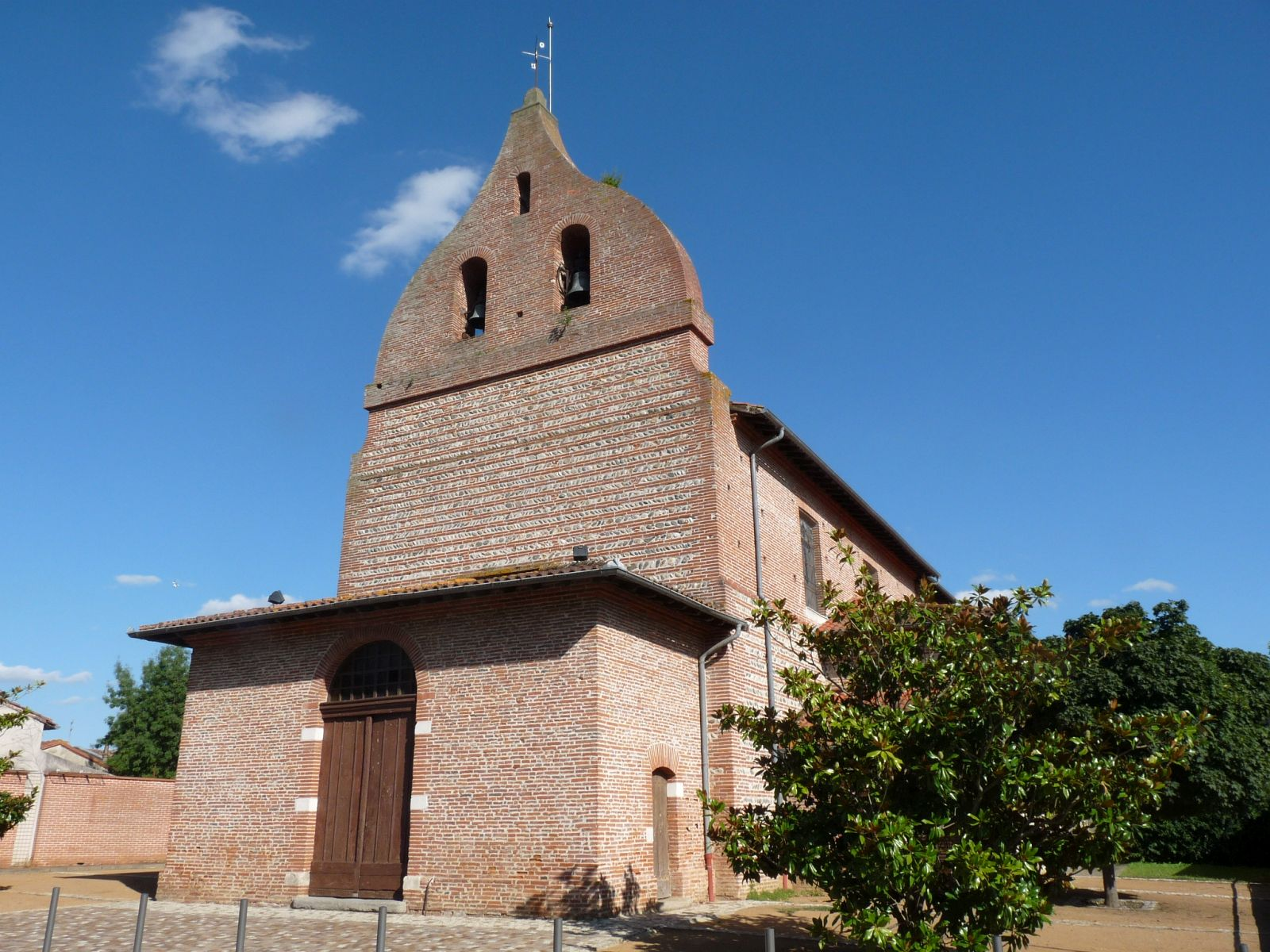
L'église Saint-Martin.
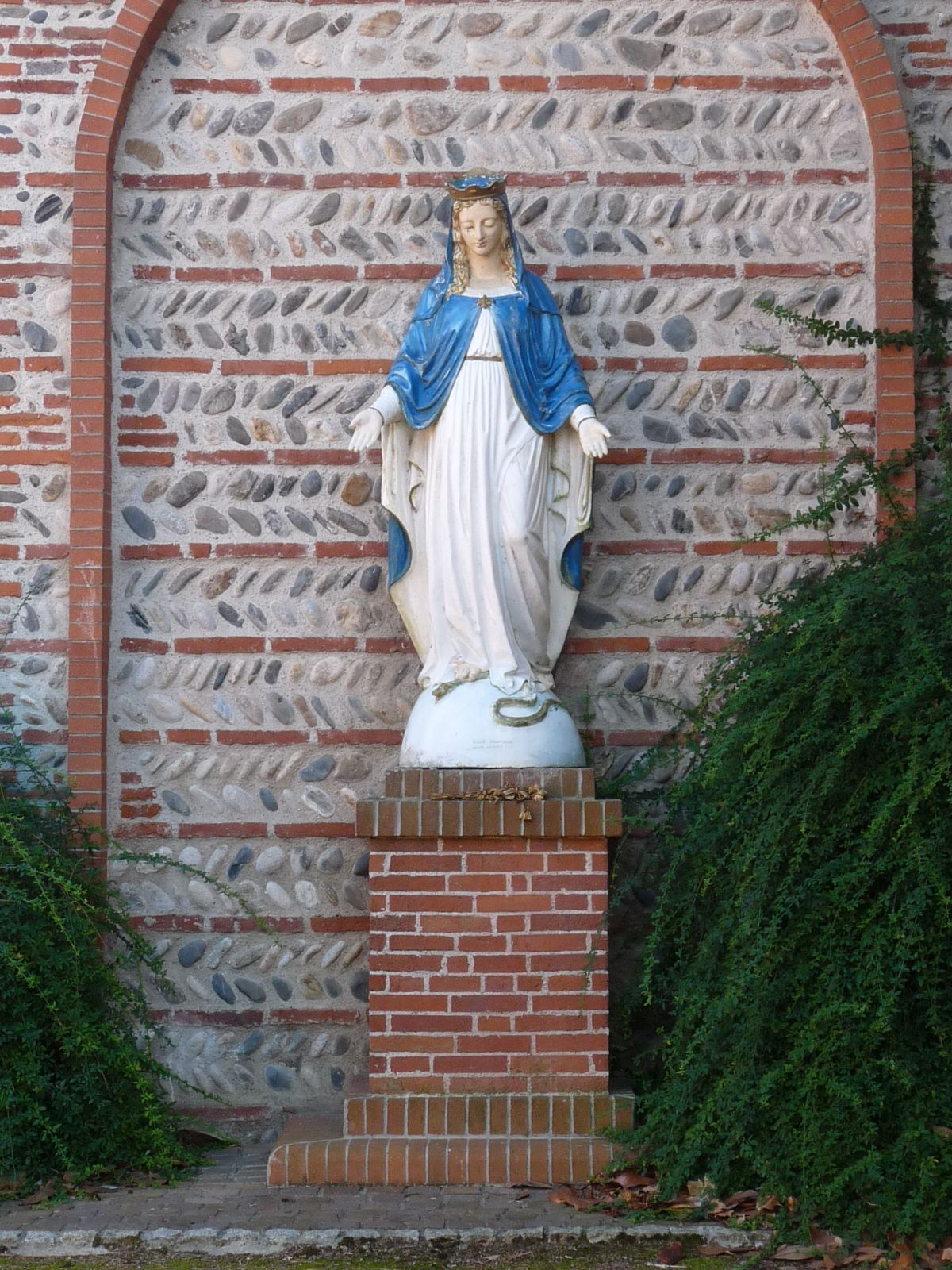
Statue de l'Immaculée Conception.
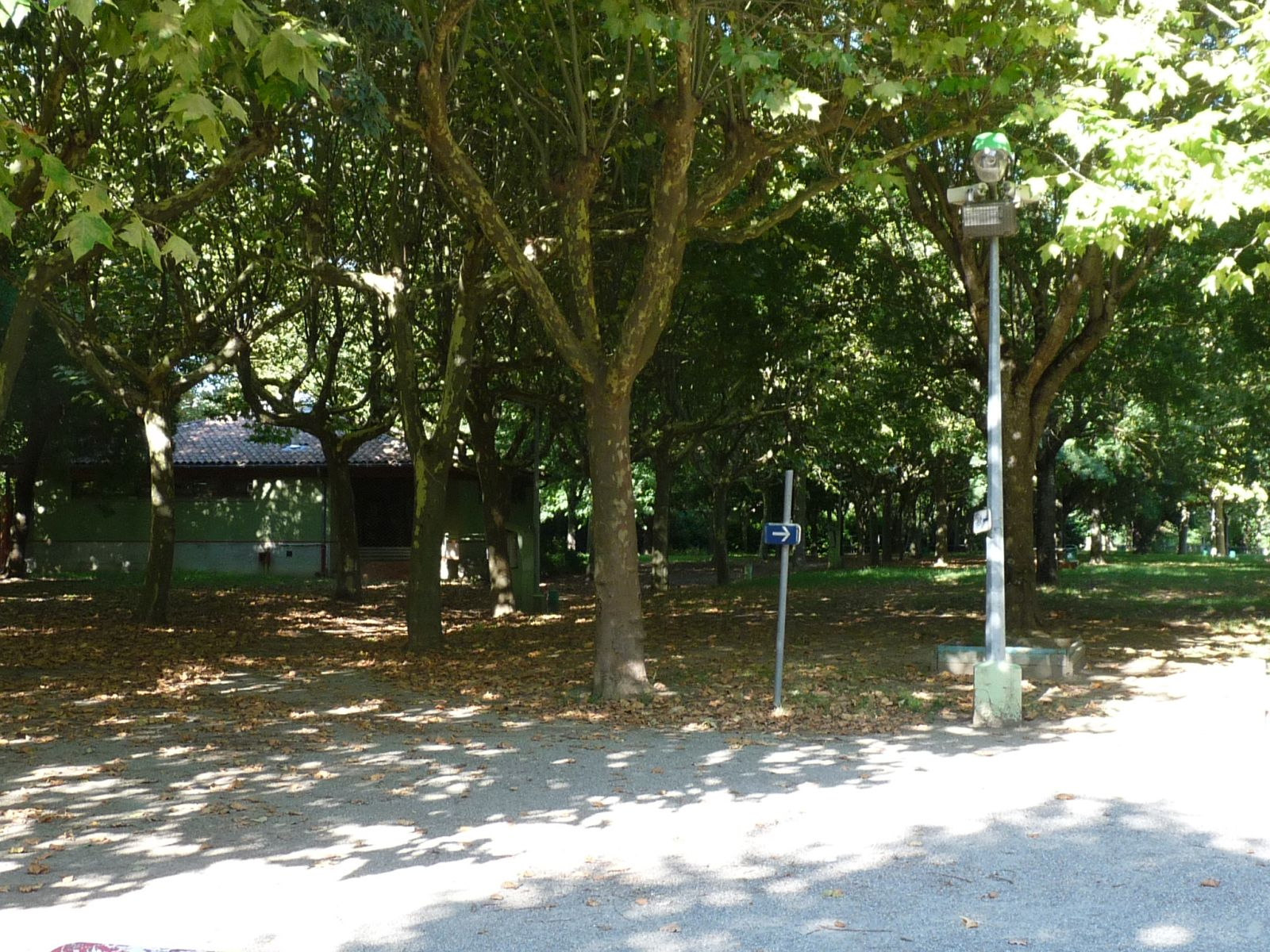
Parc le long de la Garonne.

### Personnalités liées à la commune
- Cheikh M'Bengue,  footballeur international sénégalais
- Pierrick Chelle, handballeur français

## Pour approfondir